# Nelson B. McCormick
Pour les articles homonymes, voir McCormick.
Nelson B. McCormick (20 novembre 1847 – 10 avril 1914) était membre de la Chambre des représentants des États-Unis pour l’État du Kansas.
Né près de Waynesburg en Pennsylvanie, Nelson McCormick suit le cursus de l’école publique pendant toute sa scolarité. En 1867, il déménage dans le comté de Marion dans l’État de l’Iowa, où il se lance dans l’agriculture. Dix ans plus tard, il s’installe au Kansas dans le comté de Phillips. Il étudie le droit et est admis à l’examen du Barreau en 1882, puis il exerce à Phillipsburg, toujours au Kansas. De 1886 à 1894, il devient procureur général du comté de Phillips.
Nelson McCormick est élu à la tête du Parti populiste pour l’État du Kansas, lors des cinquante-cinquième élections de la Chambre des représentants du Congrès des États-Unis, et exerce son mandat du 4 mars 1897 au 3 mars 1899. Il n’est pas réélu lors des cinquante-sixième élections du Congrès. Il retourne alors à Phillipsburg et reprend son métier d’avocat. De 1904 à 1908, il sert de délégué pour les conventions démocratiques de l’État du Kansas.
À la fin de sa vie, entre 1910 et 1914, Nelson McCormick récupère sa charge de procureur général du comté de Phillips. Il meurt à Phillipsburg le 10 avril 1914 et est inhumé au cimetière de Fairview.

## Référence
- (en) Nelson B. McCormick